# Та (тибетская буква)

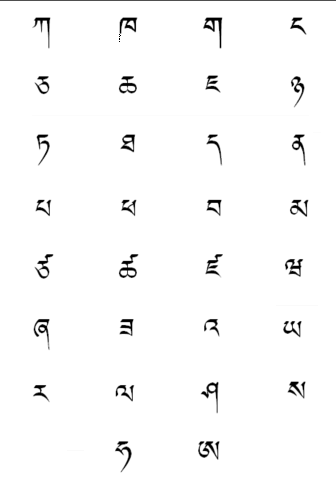

Та (вайли ta), таик — девятая буква тибетского алфавита, может быть только слогообразующей, в комбинациях с другими буквами образует ещё девять инициалей. В тибетском букваре ассоциирована со словом «пальма». В заимствованиях из китайского является синоглифом китайской инициали до . В заимствованиях из санскрита для передачи ретрофлексного такара используется зеркальное отражение этой буквы — .
Числовое соответствие: та — 9, ти — 39, ту — 69, тэ — 99, то — 129.
В словаре занимает около четырёх процентов.

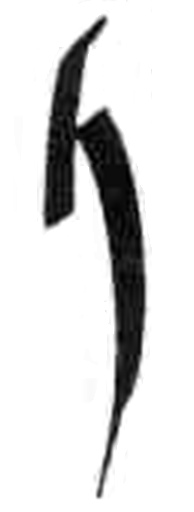
Та рукописный (умэ)
Та пхакпа

Буква «та» шрифтом ранджана:
Инициали, образованные буквой таик, в словаре располагаются в следующем порядке:
| Инициаль | Дакчха      | Пример                  | Комментарий        |
|          | Та          |                         |                    |
|          | Тарататра   |                         | малоупотребительна |
|          | Гаотата     | Туммо — йога тепла      |                    |
|          | Баотата     |                         |                    |
|          | Рататата    | Та — лошадь             |                    |
|          | Лататата    |                         |                    |
|          | Сататата    |                         |                    |
|          | Баорататата |                         |                    |
|          | Баолататата | Тачхёк — предупреждение |                    |
|          | Баосататата | Танджур                 |                    |